# Terrorisme en France en 2024
Pour un article plus général, voir Chronologie des actes terroristes en France.
Cette page présente une chronologie des actes de terrorisme ou projets d'attentats en France durant l'année 2024 ainsi que des principaux événements en relation avec des attentats des années précédentes.

## Attentats
| Date       | Lieu                                 | Nombre de morts | Nombre de blessés | Description |
| ---------- | ------------------------------------ | --------------- | ----------------- | --- |
| 07/01/2024 | Vescovato (Haute-Corse)              | 0               | 0                 | Une résidence en chantier est la cible d'une explosion suivi d'un incendie, à Vescovato. |
| 19/01/2024 | Carcassonne (Aude)                   | 0               | 0                 | Le rez-de-chaussée de la DREAL de l'Aude, à Carcassonne, est détruit par une explosion. L'attentat est revendiqué par le CAV, le Comité d'Action viticole. |
| 09/02/2024 | Santa Lucia di Moriani (Haute-Corse) | 0               | 0                 | Une résidence en chantier est la cible d'une explosion. Des tags de revendication "FLNC" sont retrouvés. |
| 24/08/2024 | La Grande-Motte (Hérault)            | 0               | 1                 | Attaque de la synagogue de La Grande-Motte : Le matin du 24 aout, la synagogue de La Grande-Motte est victime d'un incendie volontaire. Deux voitures ont été incendiées devant le bâtiment puis l'explosion d'une bouteille de gaz a mis le feu, endommagé l'édifice et blessé un policier municipal. Le PNAT est saisi. L'auteur de l'attaque était muni d'un drapeau palestinien et d'une arme,. Il est arrêté dans la soirée apres une fusillade avec le RAID. |
| 08/12/2024 | Olmeto (Corse-du-Sud)                | 0               | 0                 | Une maison est la cible d'une explosion à Olmeto. Des tags de revendication "FLNC" sont retrouvés, le PNAT se saisit de l'enquête. |

## Tentatives et suspicions d'attentats déjouées
| Date     | Lieu                                      | Description |
| -------- | ----------------------------------------- | --- |
| 04/03/24 | Inconnu                                   | En France, dans trois villes différentes, trois mineurs âgés de 15 à 17 ans sont arrêtés par la DGSI, soupçonnés d'avoir été en lien avec quatre autres hommes arrêtés en Belgique la veille pour un projet d'attentat djihadiste contre une salle de concert de Bruxelles. |
| 05/03/24 | Île-de-France                             | Un homme de 62 ans acquis à l'idéologie jihadiste est interpellé en Île-de-France. Il est soupçonné d'avoir fait un repérage devant un site catholique en vue de mener une action violente contre l'édifice religieux et toucher des chrétiens. |
| 09/03/24 | Meuse                                     | Un homme d'ultradroite de 22 ans est arrêté pour "association de malfaiteurs terroriste en vue de la préparation d'un ou plusieurs crimes d'atteinte aux personnes", et "acquisition, détention et cession d'armes de catégorie A, B et C, en relation avec une entreprise terroriste" et placé en détention provisoire, deux autres hommes d'ultradroite sont arrêtés en même temps que lui puis relâchés. |
| 20/03/24 | Nord                                      | Un adolescent de 14 ans est arrêté dans le Nord, soupçonné de préparer un attentat contre le centre commercial Euralille à Lille, et d'avoir partagé de la propagande de Daech sur TikTok ; le 22 mars, le Parquet national antiterroriste le met en examen pour association de malfaiteurs en vue de préparer des crimes d’atteinte aux personnes. |
| 26/03/24 | Bastia(Haute-Corse)                       | Un homme est arrêté par la sous-direction antiterroriste (SDAT) pour "association de malfaiteurs en vue de préparer des actes de terrorisme" concernant une conférence de presse clandestine du FLNC du 5 mai 2021. Il serait membre du parti nationaliste corse "Core in Fronte". |
| 24/04/24 | Inconnu                                   | Un adolescent de 16 ans est interpellé sur demande du PNAT après avoir affirmé sur les réseaux sociaux "mourir en martyr" et fabriquer une ceinture d'explosif. Déjà connu pour sa radicalisation, une déclaration d'allégeance au groupe État islamique a été retrouvé. |
| 25/04/24 | Inconnu et Cherbourg-en-Cotentin (Manche) | Un adolescent de 16 ans est interpellé à sa sortie d'une hospitalisation psychiatrique, il revendique des velléités de projeter une tuerie de masse dans un lycée d’Antibes dans une idéologie islamophobe, raciste et antisémite. Des armes blanches, un gilet pare-balle, ainsi que des croix gammées dessinées sur les murs ont été retrouvés chez lui. Le lendemain, une adolescente de 17 ans qui était en relation avec lui et qui semble avoir été impliquée volontairement dans son projet est également arrêtée, à Cherbourg-en-Cotentin. Les deux suspects ont été hospitalisés en psychiatrie. |
| 08/05/24 | Ligne LGV entre Aix et Marseille          | Un engin incendiaire composé de bouteilles remplies d’essence équipées d’une mèche pour allumer l’ensemble a été retrouvé sur la ligne LGV entre Aix et Marseille lors de l’arrivée de la flamme olympique. Le parquet de Marseille a ouvert une enquête et confié les investigations à la SDAT. |
| 12/05/24 | Inconnu                                   | Deux individus de 18 et 15 ans sont mis en examen pour des projets terroristes. Selon le PNAT, les deux hommes, acquis à l’idéologie djihadiste, avaient des projets d'attaques coordonnées à court terme. |
| 21/05/24 | Eysines (Gironde)                         | Un homme de 26 ans est interpellé à Eysines (Gironde), faisant partie de la mouvance Incel et masculiniste, il prévoyait un passage à l'acte de type tuerie de masse. Interpellé à la suite d'un signalement Pharos, les enquêteurs ont trouvé un revolver gom-cogne, l'individu faisait référence à l'attentat d'Isla Vista. |
| 26/05/24 | Inconnu                                   | Un individu de 18 ans d'origine tchétchène est arrêté par la DGSI et mis en examen pour association de malfaiteurs terroriste. Il est soupçonné par le PNAT d'avoir préparé une action violente "d'inspiration islamiste" contre les épreuves de football qui se dérouleront au stade de Saint-Étienne lors des JO de Paris. Selon le ministère de l'intérieur, "il aurait souhaité s'en prendre à des spectateurs, mais également aux forces de l'ordre et mourir en martyr". |
| 28/05/24 | Reims, Strasbourg et Toulouse             | Une opération conjointe et simultanée de la PJ de Metz, du RAID, et de la BRI vise 12 lieux de la communauté tchétchène à Reims, Strasbourg et Toulouse. Les cibles visées sont fichées S pour radicalisation terroriste. |
| 03/06/24 | Roissy-en-France (Val-d'Oise)             | Un individu de 26 ans de nationalité russo-ukrainienne a été interpellé après avoir été brulé au visage par une explosion à Roissy-en-France. L'intervention a permis de découvrir des produits servant à la confection d'engins explosifs. Le PNAT a été saisi et l'enquête confié à la DGSI pour "participation à une association de malfaiteurs terroriste en vue de la préparation de crimes d'atteintes aux personnes", et pour "détention de substances ou produit incendiaire ou explosif ou d'éléments destinés à composer un engin incendiaire ou explosif, en vue de préparer une destruction, dégradation ou atteinte aux personnes, en relation avec une entreprise terroriste",. |
| 21/06/24 | Paris                                     | Un homme de 19 ans est arrêté à Paris, à la suite de l'interpellation d'un autre individu mineur le 13 juin. Les deux hommes sont soupçonnés de préparer une action violente contre des lieux de la communauté juive et sont mis en examen pour « association de malfaiteurs terroriste en vue de préparer des crimes d'atteinte aux personnes » et « acquisition et détention d'armes en relation avec une entreprise terroriste ». |
| 13/07/24 | Hauts-de-France                           | Cinq individus, de 14 à 20 ans, soupçonnés de projets terroristes sont mis en examen par le PNAT après une enquête de la DGSI. Le premier âgé de 17 ans et vivant dans les Hauts-de-France projetait de "commettre un attentat dans son lycée lors de la fête de fin d’année" ou d'aller faire le jihad au sein de l’organisation terroriste État islamique. 4 autres individus de 14, 16 et 20 ans qui ont participé au même canal de discussion sont arrêtés car projetant également de rejoindre l'organisation terroriste. |
| 17/07/24 | Rhinau (Bas-Rhin)                         | Un individu de 20 ans, appartenant à un groupuscule néonazi est interpellé par la SDAT en Alsace. Selon le ministre de l'intérieur, Gérald Darmanin, il est soupçonné de vouloir commettre une action violente lors du passage de la flamme olympique,. |
| 17/07/24 | Yvelines                                  | Un homme connu pour radicalisation est interpellé dans les Yvelines le 19 juillet par la BRI et le RAID, après une agression qu'il a commise au Mans le 17 juillet. Il a volé un taxi en agressant le chauffeur avec une arme blanche et en lui entravant les mains et les pieds. Il aurait également tenu des propos "favorables au Hamas et à ses 'frères musulmans'" ainsi que sa volonté de s'en prendre aux forces de l'ordre. Le PNAT a ouvert une enquête pour "tentative d’assassinat en relation avec une entreprise terroriste", "enlèvement et séquestration en relation avec une entreprise terroriste", En détention il avoue avoir voulu projeter un attentat au Mans, notamment contre la synagogue ou une entreprise. Il était en possession de deux armes de poings et d'une feuille de boucher. Trois complices sont également interpellés, soupçonnés de l'avoir aidé. |
| 23/07/24 | Gironde                                   | Un individu de 18 ans radicalisé est arrêté en Gironde par la DGSI, il est soupçonné de vouloir commettre un attentat durant les JO de Paris 2024. Un second individu est interpellé le 25 juillet dans le même dossier. Les 2 suspects consultaient et détenaient de la propagande djihadiste et ont reconnu avoir créé un groupe sur les réseaux sociaux pour recruter des partisans de l'État Islamique. |
| 08/10/24 | Haute-Garonne                             | 3 individus de nationalité afghane sont interpellés par la DGSI et le RAID à Toulouse et Fronton. L'un d'eux est mis en examen par le PNAT pour un projet d'action violente contre un stade ou un centre commercial. Des éléments établissent sa radicalisation et son adhésion à l'État Islamique. |
| 08/12/24 | Nîmes et Nantes                           | 3 individus âgés de 19 à 20 ans sont interpellés à Nîmes et Nantes. Ils sont soupçonnés de vouloir commettre une action violente en confectionnant des bombes artisanales. La mairie de Poitiers était une de leurs cibles. Ils sont mis en examen pour associassions de malfaiteurs terroriste, et pour deux d’entre eux pour "fabrication non autorisée d’engin explosif ainsi que pour détention et transport de substance ou produit incendiaire ou explosif". Les 3 sont radicalisés aux thèses djihadistes. |

## Attaque dont la motivation terroriste est débattue ou non prouvée
| Date       | Lieu | Nombre de morts  | Nombre de blessés | Description |
| ---------- | --- | ---------------- | ----------------- | --- |
| 17/05/2024 | Rouen (Seine-Maritime)                                                                                                 | 1 (L'assaillant) | 0                 | Attaque de la synagogue de Rouen : Tôt le 17 mai, la police est appelée pour un incendie à la synagogue de Rouen. En arrivant sur les lieux, un homme les menaces avec un grand couteau et une barre de fer. La police ouvre le feux sur l’individu qui succombe, touché par 4 balles. Selon les premiers éléments de l’enquête, l’individu est à l’origine de l’incendie. Il s’agit d’un algérien de 29 ans sous le coup d’une obligation de quitter le territoire français (OQTF) après une demande de titre de séjour étranger malade refusée. Le PNAT est en observation, mais ne s'est pas saisie du dossier en l'absence de motivations clairs. L'enquête est confiée à la DGPN. |
| 07/07/2024 | Hôpital du Couserans, Saint-Lizier (Ariège)                                                                            | 0                | 0                 | Lors du weekend du second tour des élections législatives anticipées de 2024, une attaque est commise dans le local CGT, inoccupé, de hôpital du Couserans à Saint-Lizier en Ariège. Le local est vandalisé, les ordinateurs et l’intégralité des archives détruits, et le réseau des eaux saboté entrainant une inondation dans le Service de Santé au Travail et le Service Social du Personnel. Des tags de menaces de morts, d'insultes et des symboles nazi sont retrouvé ainsi que des tags de revendications de la part de groupuscules d'extrême droite, assortit de "messages odieux à la gloire du Rassemblement National". Des plaintes sont déposés et une enquête est ouverte par le parquet de Foix et confiée à la gendarmerie,. |
| 26/07/2024 | Arrou (Eure-et-Loir), Croisilles (Pas-de-Calais), Lamorville (Meuse), Vandières (Meurthe-et-Moselle), Vergigny (Yonne) | 0                | 0                 | Tôt dans la nuit du 26 juillet, le jour de la cérémonie d'ouverture des JO de Paris 2024, la SNCF est victime d’une attaque « massive » et coordonnée. 5 incendies ou tentative d’incendie volontaire ont visé les principales lignes de LGV/TGV. Ces dégradations volontaires ont visé des nœuds de câbles vitaux au fonctionnement des lignes provoquant des retards importants et des suppressions de trains impactant 800 000 voyageurs. Dans le détail, les attaques ont eu lieu à : - Arrou (Eure-et-Loir) paralysant les lignes vers l’ouest. - À Croisilles (Pas-de-Calais) paralysant les lignes vers le nord. - Entre la gare de Meuse TGV et Lamorville (Meuse) et entre Pagny-sur-Moselle et Vandières (Meurthe-et-Moselle) paralysant les lignes vers l’est. - À Vergigny (Yonne) où une tentative de dégradation a été déjoué par des agents SNCF qui ont alerté la gendarmerie. Le parquet de Paris se saisit de l’enquête pour : - Détérioration de bien de nature à porter atteinte aux intérêts fondamentaux de la nation. - Dégradations et tentatives de dégradations par moyen dangereux en bande organisée. - Atteinte à un système de traitement automatisé de données en bande organisée. - Association de malfaiteurs en vue de commettre des crimes et délits. |

## Procès
- 22 janvier : ouverture du procès des attaques du 23 mars 2018 à Carcassonne et Trèbes.
- 29 février : ouverture du procès de l'attaque du 11 décembre 2018 au marché de noël de Strasbourg.
- 11 mars : ouverture devant la cour d’assises spéciale de Paris du procès de l'attaque du 27 avril 2020 à Colombes par lequel un individu avait renversé deux policiers revendiquant son geste par une motivation terroriste[38].
- 22 avril : ouverture du procès en appel de l'attentat du 14 juillet 2016 à Nice, pour les deux accusés Mohamed Ghraieb et Chokri Chafroud condamnés en première instance. Neuf mineurs devraient s’exprimer pour la première fois à l’occasion de ce procès[39].
- 13 juin : En appel du procès de l'attentat du 14 juillet 2016 à Nice, la Cour d’assises spéciale de Paris condamne Mohamed Ghraieb et Chokri Chafroud à 18 ans de prison[40].
- 3 octobre : Proche des assaillants de Charlie Hebdo, Peter Cherif « comparaît pour association de malfaiteurs terroriste criminelle entre 2011 et 2018, période de sa présence au Yémen au sein d'Al-Qaïda dans la péninsule Arabique (Aqpa), et pour la séquestration en bande organisée en 2011, pendant plus de cinq mois, de trois ressortissants français, membres de l'ONG Triangle génération humanitaire ». Il est condamné à l'emprisonnement à perpétuité le 3 octobre 2024 avec une période de sureté de 22 ans[41],[42].
- 20 décembre : Au procès de l'assassinat de Samuel Paty, la Cour d’assises condamne les huit accusés à des peines allant d’un an d’emprisonnement à 16 ans de réclusion criminelle. Deux amis du terroriste Abdoullakh Anzorov qui a décapité Samuel Paty, sont condamnés pour complicité d’assassinat terroriste. Azim Epsirkhanov, réfugié tchétchène, est condamné à 16 ans de réclusion criminelle et Naïm Boudaoud, à la même peine. Abdelhakim Sefrioui, 65 ans, et Brahim Chnina, 52 ans, sont condamnés pour association de malfaiteurs terroriste criminelle à une peine de 15 ans de réclusion criminelle pour le premier et de 13 ans pour le second[43],[44].

## Mémoire et aide aux victimes
Dans le cadre de l'examen du projet de loi, le Gouvernement Michel Barnier renonce au projet de Musée-mémorial du terrorisme et supprime les crédits afférents. Toutefois, à l'occasion des dix ans des attentats de janvier 2015, le président de la République Emmanuel Macron annoncera la reprise du projet.